# Mount Auburn (Illinois)
Mount Auburn – wieś w Stanach Zjednoczonych, w stanie Illinois, w hrabstwie Christian.